# Corey Perry
Corey Perry (16 maggio 1985) è un hockeista su ghiaccio canadese.

## Carriera
Ha vinto due medaglie olimpiche nell'hockey su ghiaccio con la nazionale maschile canadese, entrambe d'oro, trionfando alle Olimpiadi invernali di Vancouver 2010 ed alle Olimpiadi invernali di Sochi 2014.
In precedenza, con le nazionali giovanili, nel 2002 aveva vinto un'edizione del Memorial Ivan Hlinka e nel 2005 aveva vinto il campionato mondiale di hockey su ghiaccio Under-20.
In NHL ha militato dal 2006 al 2019 con la casacca degli Anaheim Ducks, con cui ha vinto la Stanley Cup nella stagione 2006-07. A livello personale si è aggiudicato anche un Maurice Richard Trophy ed un Hart Trophy, entrambi nella stagione 2010-2011.
Con la vittoria al mondiale 2016, Perry è entrato nel Triple Gold Club.
Nella stagione 2019-2020 ha giocato coi Dallas Stars, mentre in quella successiva, dopo essere rimasto svincolato per alcuni mesi, a dicembre ha siglato un contratto fino al termine della stagione coi Montréal Canadiens.